# کبوترلان
کبوترلان یا به زبان لری ( کَمِتَلون) به معنی (لانه کبوتر) روستایی است در شرق شهرستان بروجرد در استان لرستان. این روستا در دهستان والانجرد در بخش مرکزی این شهرستان قرار دارد. این روستا بر سر جاده بروجرد - اراک قرار دارد.

## مردم‌شناسی
مردم بروجرد و علی‌الخصوص کبوترلان به زبان لری و گویش لری ثلاثی صحبت می‌کنند و مانند لرهای لک و لرهای مینجایی شاخه‌ای از قوم لر هستند.

## زبان
مردم روستای کبوترلان و جزو مردم لُر فِیلی هستند و به زبان لری و گویش لری ثلاثی صحبت می‌کنند.
امروزه خانواده‌ها کمتر به کودکان خود زبان لری را آموزش می‌دهند و زبان فارسی را جایگزین زبان لری خود کرده‌اند که این فرآیند می‌تواند به مرگ زبان لری در کبوترلان منجر شود.

## جمعیت
بنابر سرشماری مرکز آمار ایران، جمعیت کبوترلان در سال ۱۳۸۵، برابر با ۱۷۴ نفر بوده‌است که از این میان ۸۴ نفر مرد و بقیه زن بوده‌اند. این روستا ۴۱ خانوار جمعیت دارد.
جمعیت زیادی از مردم کبوترلان طی سال‌های اخیر به خاطر نبود شغل از روستا به استان تهران مهاجرت کرده‌اند.
و می‌شود گفت یکی از شهرهایی که زیاد در آن ساکن شده‌اند ری می باشد.

## طوایف
طوایف روستای کبوترلان: گودرزی، خسروی، بیاتی، کاووسی....